# Clemens Riedel
Clemens Riedel, né le 19 juillet 2003 à Wölfersheim en Allemagne, est un footballeur allemand qui évolue au poste de défenseur central au SV Darmstadt 98.

## Biographie

### En club
Né à Wölfersheim en Allemagne, Clemens Riedel est notamment formé par le SV Darmstadt 98.
C'est avec ce club qu'il joue son premier match en professionnel, le 24 juillet 2021, lors de la première journée de la saison 2021-2022 de deuxième division allemande, contre le Jahn Ratisbonne. Il entre en jeu à la place d'Emir Karić (en) lors de ce match perdu par son équipe (0-2 score final). Le 30 août 2021, Riedel signe son premier contrat professionnel avec Darmstadt. Il est alors lié au club jusqu'en juin 2024.
Le 6 avril 2023, Riedel prolonge son contrat avec Darmstadt de deux saisons. Il est alors lié au club jusqu'en juin 2026.
Lors de la saison 2022-2023, Riedel participe à la remontée du club en première division, le SV Darmstadt 98 retrouvant l'élite du football allemand six ans après l'avoir quittée.
Riedel fait sa première apparition en Bundesliga, la première division allemande, le 26 août 2023, à l'occasion de la deuxième journée de la saison 2023-2024, face au 1. FC Union Berlin. Il est titularisé et son équipe est battue par quatre buts à un.

### En sélection
Clemens Riedel représente l'équipe d'Allemagne des moins de 19 ans. Il joue un total de sept matchs avec cette sélection entre 2021 et 2022.
Le 8 septembre 2023, Clemens Riedel joue son premier match avec l'équipe d'Allemagne espoirs face à l'Ukraine. Il entre en jeu et Son équipe l'emporte par deux buts à zéro.